# Герсеванов, Михаил Николаевич
Михаил Николаевич Герсеванов (Гарсеванишвили, Герсевановъ) (6 апреля 1830, Никополь, Харьковская губерния — 29 мая 1907, Санкт-Петербург) — русский инженер-строитель и гидротехник, директор Института инженеров путей сообщения, действительный тайный советник.

## Биография
Родился 25 марта (6 апреля) 1830 года в деревне Никополь Харьковской губернии.

### Образование
Первоначальное образование получил дома.
В 1845—1851 годах учился в Главном инженерном училище в Санкт-Петербурге, которое окончил с чином военного инженер-поручика.
В 1856 году был командирован за границу для подготовки к учебной службе в инженерном училище.

### Военная, преподавательская и научная работа
В 1851—1856 годах служил в Киевской крепости.
С 1857 года состоял репетитором, преподавателем и наконец адъюнкт-профессором по строительному искусству.
В 1862 году, продолжая служить в Академии, был назначен состоять для особых поручений при военном инженере генерале Э. И. Тотлебене.
В 1862—1868 годах консультировал строительные работы в Кронштадтском, Николаевском, Керченском, Одесском и других портах.
В 1868 году, по приглашению барона А. П. Николаи, начальника главного управления наместника кавказского, был назначен на должность главного инспектора гражданских сооружений на Кавказе, где прослужил 25 лет до её упразднения в 1883 году. На Кавказе под руководством Герсеванова было построено более 500 км военно-стратегических шоссейных дорог и разработаны многие важные вопросы, относящиеся к устройству минеральных вод, портов, ирригации, дорог шоссейных и железных, к колонизации, размежеванию земель и т. д. С 1876 года он имел чин действительного статского советника.
В 1883—1901 директор Института инженеров путей сообщения, обратил главное внимание на приведение программы преподавания в соответствие с современным состоянием науки и инженерного искусства и, в особенности, с требованиями, которые предъявляет к инженерам практическая служба. По почину Герсеванова был создан ряд обстоятельных печатных курсов почти по всем предметам преподавания и основано особое издание — «Сборник Института инженеров путей сообщения». Им одним из первых был поднят вопрос о создании в России среднего технического персонала в помощь инженерам — техников путей сообщения.
В 1885—1893 годах — вице-председатель образованной при Министерстве путей сообщения под руководством П. А. Фадеева комиссии по устройству коммерческих портов. Комиссия эта в короткое время устроила и привела в порядок главные порты России. С этого же года ему поручено главное наблюдение за изданием Журнала министерства путей сообщения. 12 апреля 1886 произведен в тайные советники.
Принимал деятельное участие в образовании и развитии Императорского русского технического общества и первого из его провинциальных отделений — Кавказского, председателем которого он состоял. Ему принадлежит мысль образования при обществе постоянной комиссии по техническому образованию. По переводе в Петербург в 1885 был избран вице-председателем общества, пребывал на этом посту до 1892. В последние годы жизни Герсеванов был председателем гидрологического комитета Главного управления землеустройства и земледелия.
26 мая 1899 произведён в действительные тайные советники.
Большая часть учёно-литературных работ Герсеванова относится к инженерным вопросам и преимущественно к гидротехнике; остальная — к вопросам педагогическим. Труды его печатались в «Инженерном Журнале Военного Ведомства», в «Журнале Министерства Путей Сообщения», в «Записках Императорского Русского Технического Общества». Много статей его помещено в газете "Московские Ведомости.
Его теоретическое обоснование процессов взаимодействия морских сооружений с окружающей средой — «Лекции о морских сооружениях» стал первым капитальным сочинением по морскому строительному искусству в России, он был удостоен Демидовской премии.
Важными работами являются также «Очерк положения ирригации в Закавказье»; «Очерк гидрографии Кавказского края»; «Об обводнении южной степной полосы России»; «Записка о предполагаемой для Кавказского края сети главнейших дорог» и др. С 1885 года под его руководством было начато издание «Материалов для описания русских портов и истории их сооружения», которые послужили ценным руководством для отечественных портостроителей. Будучи очень плодовитым и разнообразным деятелем в русской технической литературе, старался подвинуть на этот путь окружавших его лиц в ведомствах военно-инженерном и путей сообщения. Указанием предметов для исследования, советом и, в особенности, содействием по напечатанию написанных статей, помог образоваться довольно значительному кружку техников-литераторов, благодаря которым в России появились и свои руководства по инженерному делу, и подробные исследования производящихся в империи работ.
Скончался 16 (29) мая 1907 года в Санкт-Петербурге. Похоронен на Тихвинском кладбище.

## Семья
- Сын — Михаил (1879—1950) — учёный-механик и грунтовед.

## Награды
- орден Святого Станислава 3-й ст. (1860)
- орден Святой Анны 2-й ст. (1869)
- орден Святого Владимира 3-й ст. (1872)
- орден Святого Станислава 1-й ст. (1878)
- орден Святой Анны 1-й ст. (1882)
- орден Святого Владимира 2-й ст. (1889)
- орден Белого орла (1893)

## Память
- В 1912 году, построенный на перегоне Краснопавловка — Панютино обгонный пункт был назван в его честь — Герсевановским.